# Altissimo (Venetien)
Altissimo (deutsch veraltet: Altischime oder Söbarsten) ist eine nordostitalienische Gemeinde (comune) mit 2164 Einwohnern (Stand 31. Dezember 2023) in der Provinz Vicenza in Venetien. Die Gemeinde liegt etwa 29,5 Kilometer nordwestlich von Vicenza am Chiampo im Parco naturale regionale della Lessinia und grenzt unmittelbar an die Provinz Verona.

## Geschichte
Der Ort entstand im 13. Jahrhundert durch die Einwanderung deutscher Holzfäller in den oberen Vicentino.